# Colonne salomonique

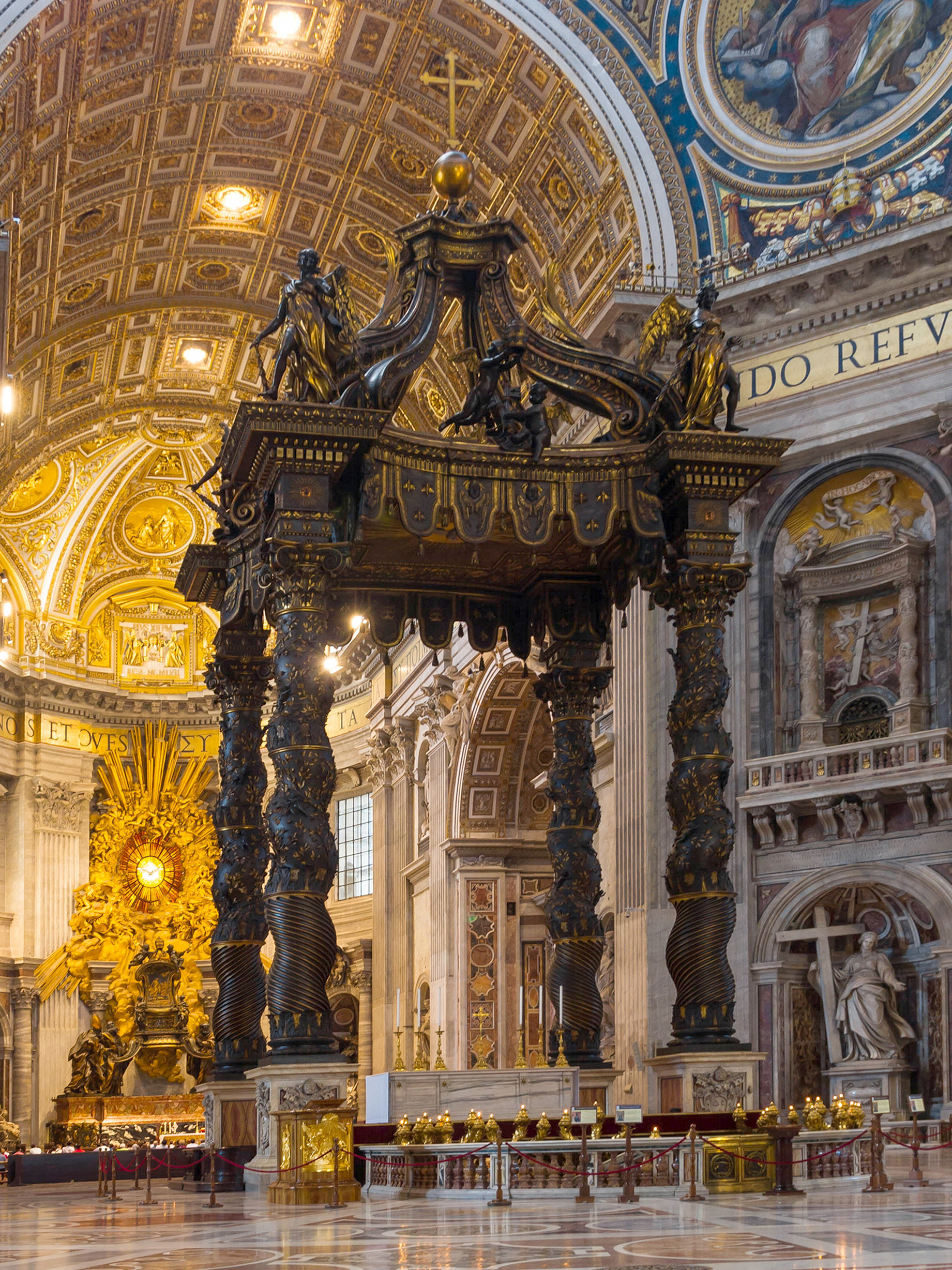
Baldaquin de la basilique Saint-Pierre de Rome.

La colonne salomonique est un type de colonne de forme torsadée, c'est-à-dire dont le fût tourne en hélice. Elle trouve son origine traditionnelle dans les colonnes qui auraient été rapportées du grand temple de Salomon de Jérusalem pour la construction de la crypte de la tombe de saint Pierre à Rome. Elles ont été réutilisées dans la reconstruction de la basilique Saint-Pierre, et leur style a été repris dans le grand baldaquin sculpté par le Bernin, ainsi que dans plusieurs bâtiments et sculptures de l'époque baroque.

## Les colonnes originelles
Selon la tradition, la tombe de saint Pierre à Rome a été construite sur les ruines du cirque de Caligula et de Néron à l'initiative de l'empereur Constantin. Le tombeau présumé a été, à cette époque, surmonté d'un baldaquin monté sur quatre des douze colonnes torses que l'empereur a fait apporter sur place. D'après le type de pierre utilisé et leur style, elles proviennent de Grèce et datent du IIe siècle après Jésus-Christ. C'est par la suite que la légende a voulu y voir des colonnes en provenance du temple de Salomon à Jérusalem.
Lors des travaux de construction de la nouvelle basilique Saint-Pierre, le tombeau est transformé et les colonnes déplacées. Urbain VIII fait placer deux d'entre elles sur le retable de Saint-François dans la chapelle du Saint-Sacrement. Une troisième, appelée la Colonna santa a plusieurs fois changé d'emplacement et se trouve actuellement dans la chapelle de la Piéta, entourée d'une balustrade surmontée d'une grille. La légende veut que ce soit sur cette colonne que le Christ s'appuya lorsqu'il se disputa avec les docteurs du temple. Huit autres colonnes sont placées par le Bernin dans les quatre piliers qui soutiennent le dôme, au-dessus des niches abritant les statues de sainte Hélène, saint André, sainte Véronique et saint Longin. La dernière a sans doute disparu.

## Les colonnes salomoniques dans l'architecture baroque
Lorsque Le Bernin fait construire le baldaquin surmontant l'autel de la basilique entre 1624 et 1633, il s'inspire des colonnes salomoniques pour sculpter les quatre colonnes qui le soutiennent. Ce type de colonne avait déjà été dessiné par les architectes de la Renaissance, comme dans les gravures de Jacques Ier Androuet du Cerceau mais très rarement utilisées en construction, comme le fait à Mantoue Giulio Romano. C'est surtout au cours du XVIIe siècle qu'elles connaissent une vogue, et notamment en Espagne.

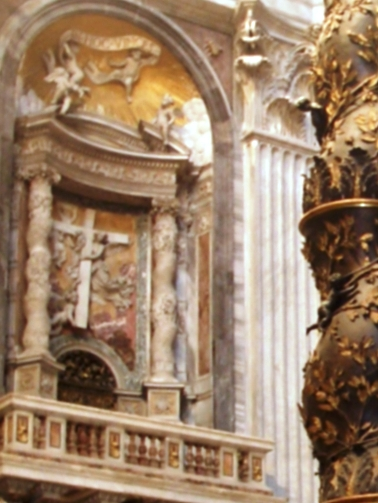
Deux colonnes salomoniques à leur emplacement actuel dans la basilique Saint-Pierre
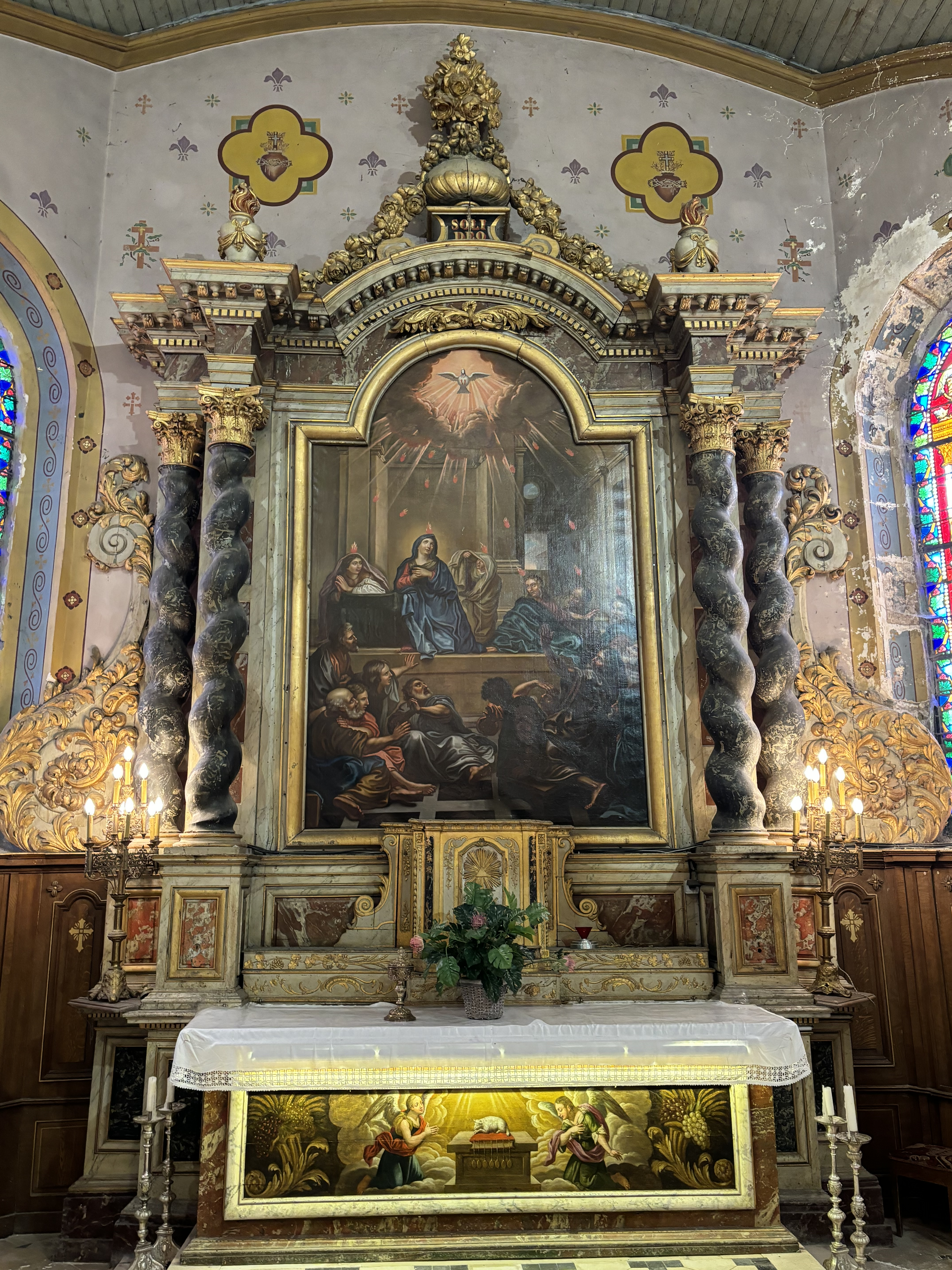
Maitre autel de style baroque, en l'église Saint-Amand de Rarécourt.
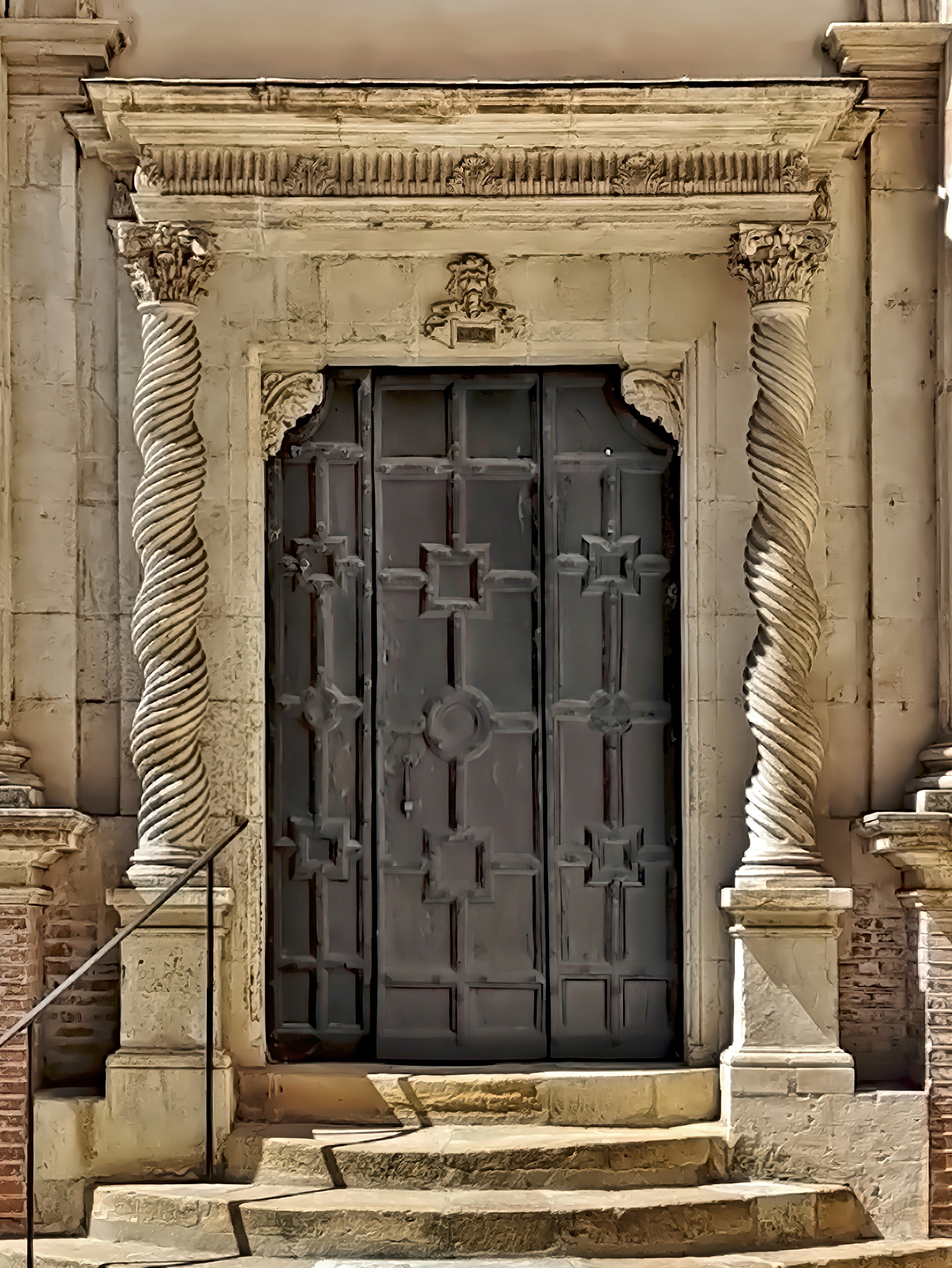
Porte d'escalier Renaissance de l'hôtel d'Assézat, Toulouse, 1555-1556.
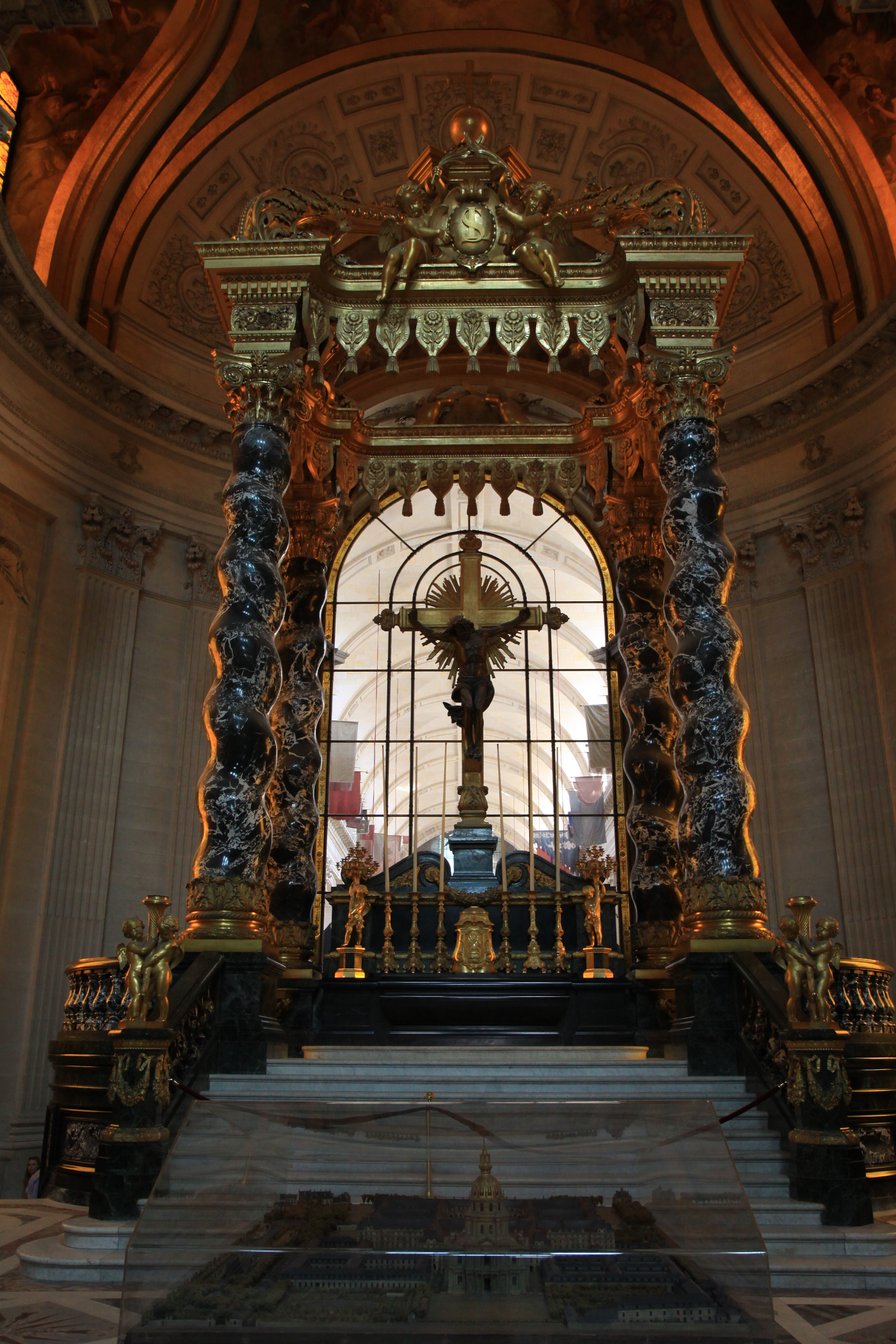
Baldaquin du dôme des Invalides

## Les colonnes salomoniques dans les arts
Les colonnes de Salomon se trouvent représentées dans de nombreuses peintures, dès la fin du Moyen Âge.
Jean Fouquet, qui les a sans doute vu lors de son séjour à Rome, et son atelier les reprennent dans plusieurs miniatures comme dans Les Antiquités judaïques ou le livre d'heures d'Étienne Chevalier.
Raphaël les a représentées de manière assez précise dans leur disposition d'origine sur un carton de tapisserie évoquant une scène de la vie de saint Pierre.
La fresque La Donation de Rome de l'atelier de Raphaël représente les colonnes données par l'empereur Constantin.
Une colonne salomonique est présente dans l'église Saint-Séverin à Paris.

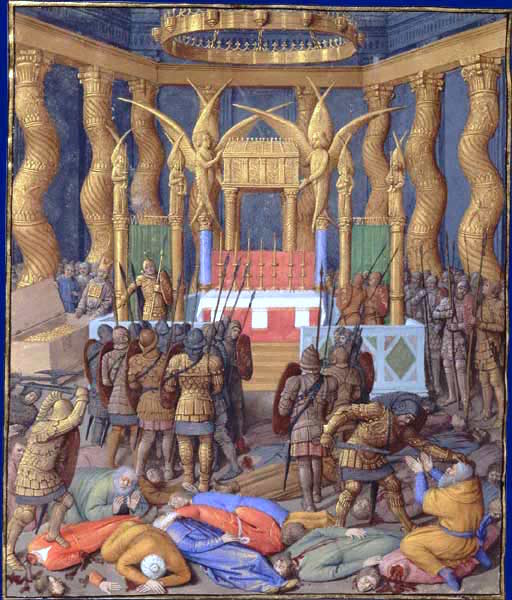
Pompée dans le Temple de Jérusalem, Antiquités judaïques, Jean Fouquet.
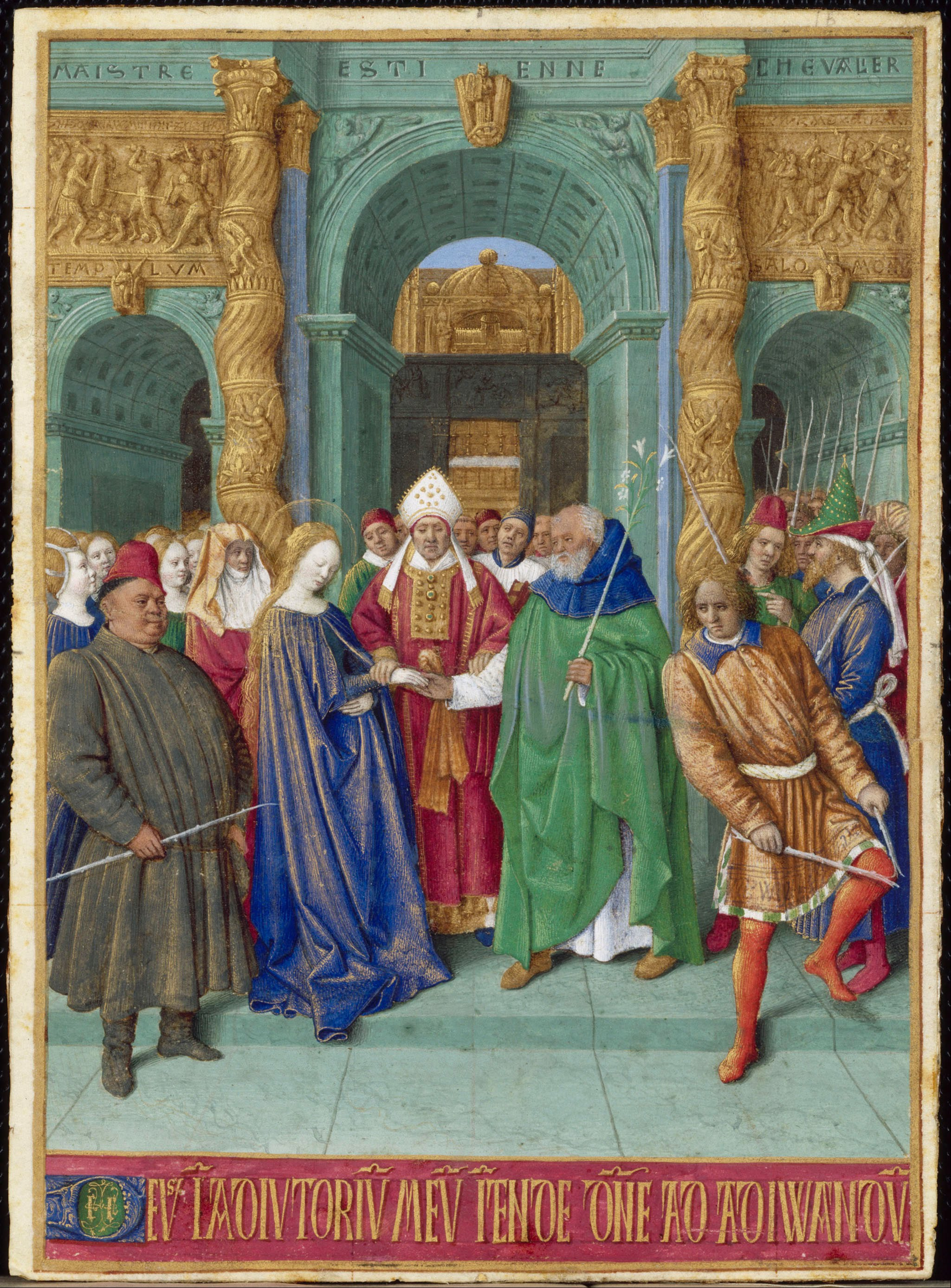
Le mariage de la Vierge, Jean Fouquet.
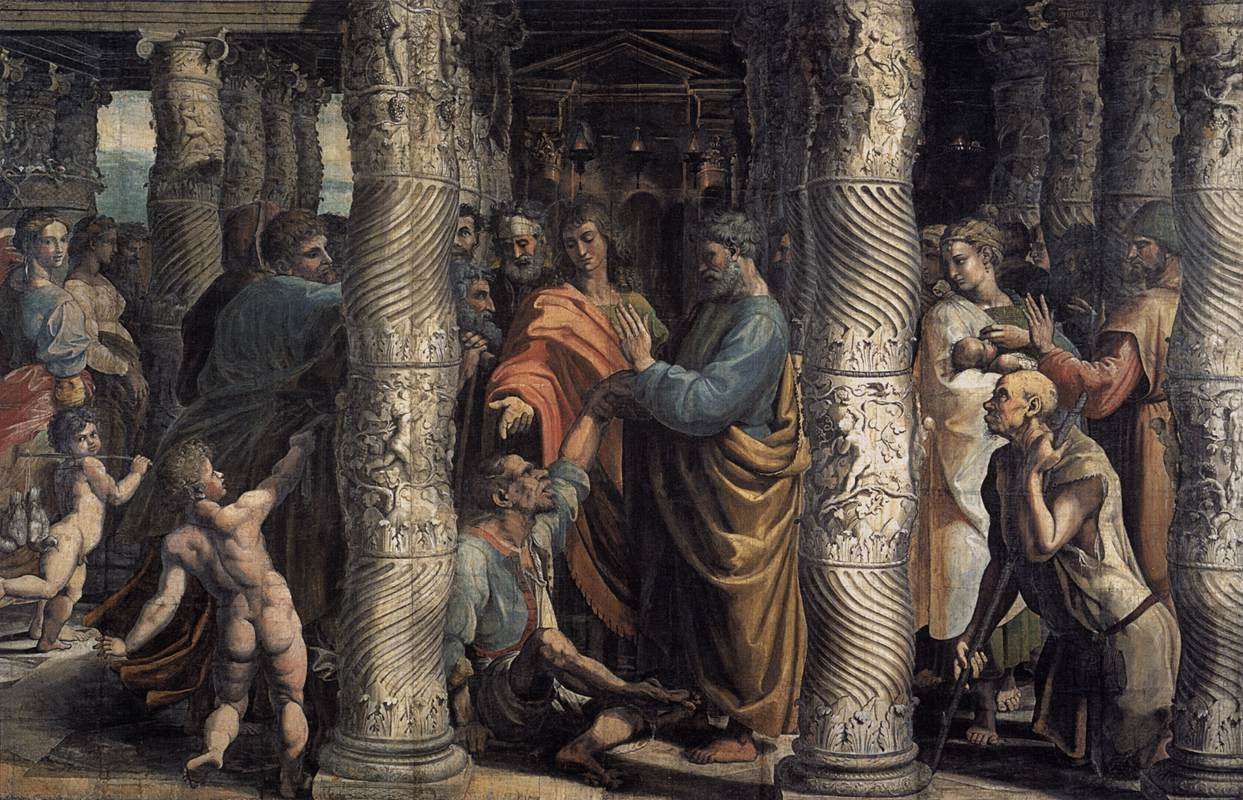
La Guérison du boiteux, carton de Raphaël représentant l'ancien tombeau de Saint-Pierre.
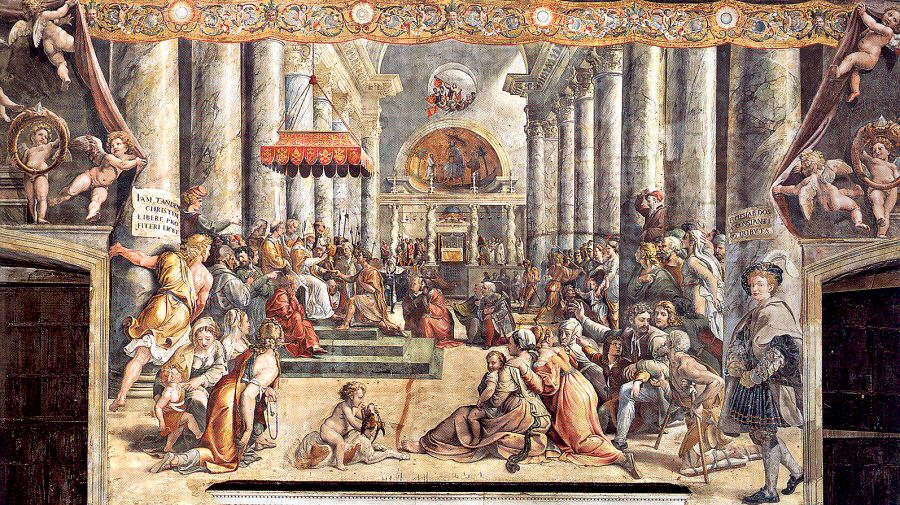
La Donation de Rome.